# バックスペースキー

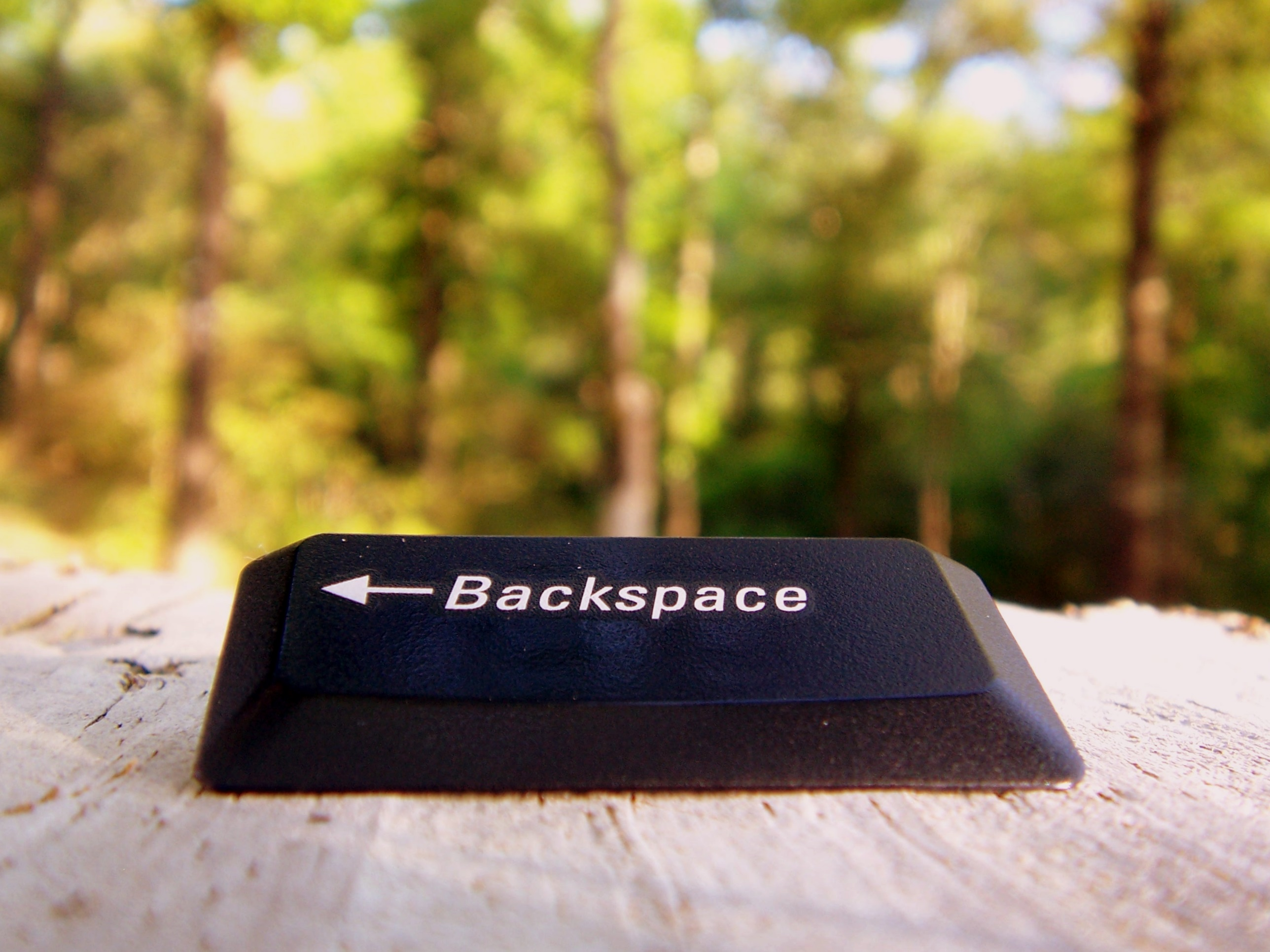
バックスペースキー

バックスペースキー（英語: backspace key）とは、タイプライター、ワードプロセッサー、コンピュータなどで使用されているキーボードのキーの一つ。通常は「BackSpace」、「BS」、「後退」、左向き矢印などが刻印されている。エンターキーの上にあることが多い。BSキー、後退キーとも言う。
「バックスペース」は本来は、タイプライターでキャリッジを1文字前分後退するためのキーであった。現代のコンピュータでは、ディスプレイ上のカーソルを1文字前分後退して、そこにあった文字を削除し、その位置以降のテキストを前にずらす働きをする。

## タイプライター
いくつかのタイプライターでは、例えば「á」（アクセント符号付きの小文字のA）をタイプしたい場合、まず「a」をタイプしてから、バックスペースで後退し、そしてアクセント符号を重ね打ちしていた。コンピュータ用の文字セットであるASCIIなどの「^」（キャレット、曲折アクセント記号）でも同様である。また、バックスペースで後退してから先の文字をまたタイプすることで強調する用法にも使われた。紙なので当然であるが、タイプライターにおけるバックスペースは後退するだけで、文字は削除されなかった。
バックスペースによる重ね打ちは、現代のデジタルディスプレイや組版システムでは、もはや使用されない。現在のディスプレイやタイプライターでは、このような物理的な重ね打ちは使われずに事前に組み合わされた文字が使われる。Unicodeでは合成用ダイアクリティカルマークの仕組みがあるが、事前に組み合わされた文字も引き続き使用されている。TeXやMicrosoft Windowsなどのソフトウェアでは、アクセントを最初に配置し、そして基本となる文字を配置する。

## コンピュータ

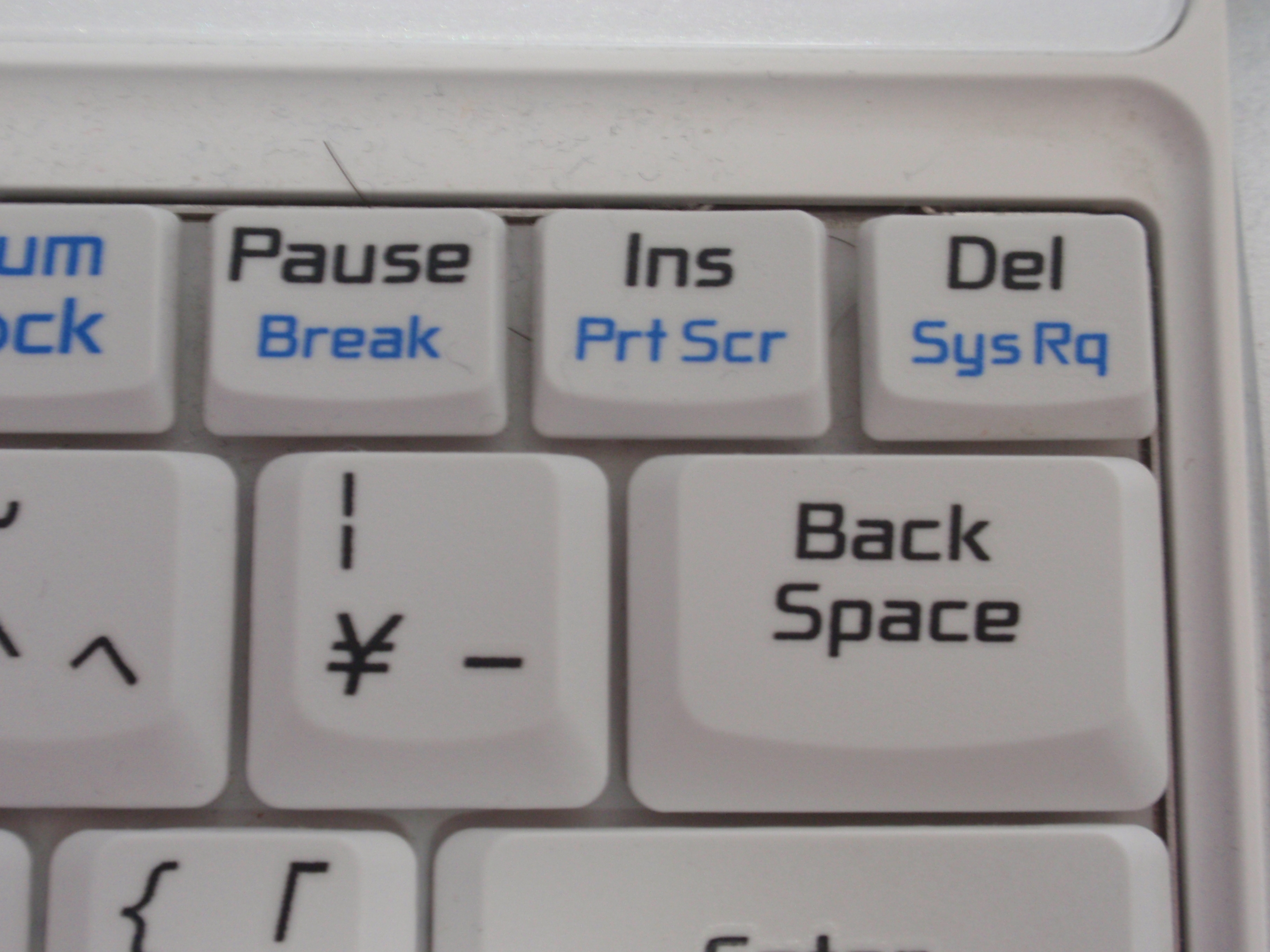
バックスペース（ノートPCの例）

「バックスペース」という名前なのにもかかわらず、このキーを押すとカーソルの直前の文字が削除される。そのため、機種によってはdelete（削除）、Erase（消去）（One Laptop Per Childなど）、左向き矢印 など、実際の機能に合わせた文言が書かれていることもある。
削除キー（デリートキー）との違いは、削除キーではカーソルの位置の（カーソルが垂直線の場合は、カーソルの直後の）文字が削除されることである。また削除キーは何らかの対象を削除する（例えばワープロソフトにおいて文書中の画像を削除する、ファイルマネージャでファイルを削除するなど）のにも使われるが、バックスペースキーには通常は同様の機能は無い。
現代のコンピュータシステムでは、バックスペースキーが、カーソルの直前の文字を削除するという機能は維持しつつも、削除文字（0x7f）にマッピングされていることがある。
ウェブブラウザやGUI環境では、前のページへ戻るためにも使われる。

### ^H
バックスペースキーを押すと、ASCIIコードの "08"（BS, Backspace）が生成される。これは直前の文字を削除することを指示する制御文字である。このコードは、コントロールキーを押しながらHを押下（Control-H）しても出力される。これは、Hがラテン文字の8番目であるためである。バックスペースの制御コードが前の文字を削除する機能にマッピングされていない端末では、バックスペースキーが押されたときに^H（キャレット記法）が表示される。送信側の端末がバックスペースを「前の文字を削除する」ことと解釈したとしても、受信側のシステムはそう解釈しないかもしれない。その結果、送信側の画面にはバックスペースで削除されたテキストが表示されていなくても、受信側ではそれらの文字が^Hとともに表示されている可能性がある。
このバックスペースの制御コードに対応していない端末での表示を真似て、冗談としての換語表現に使われることがある。つまり、打ち消し線で文言を訂正するように、一旦書いた言葉をバックスペースで消して書き直したように装うのである。この場合、実際のバックスペースの制御コードを使うのではなく、「^H」（キャレットとH）を消したつもりの文字数分だけ入れる。以下の例では、fool（馬鹿者）をgentleman（紳士）に換語している。
Be nice to this fool^H^H^H^Hgentleman; he's visiting from corporate HQ.

## その他
親指シフトでは、当初は「後退キー」はホームポジションにあり、左カーソルと同じ働きをした（カーソルは左へ戻るが、そこにある文字は削除されない）。これは上述のタイプライターと同じ設計思想であったためとされている。
Microsoft Excelなどの一部のアプリケーションソフトウェアでは、スクロールロックキーを押すと、選択したセルを移動しないままカーソルキーなどで上下左右に移動できるが、この際に「Ctrl + Backspace］を押すと、選択したセルに戻ることができる。
メインフレームの伝統的な環境では、「バックスペース」という用語は磁気テープを前のブロックまで巻き戻すような意味でも使われる。